# Malick Sidibé

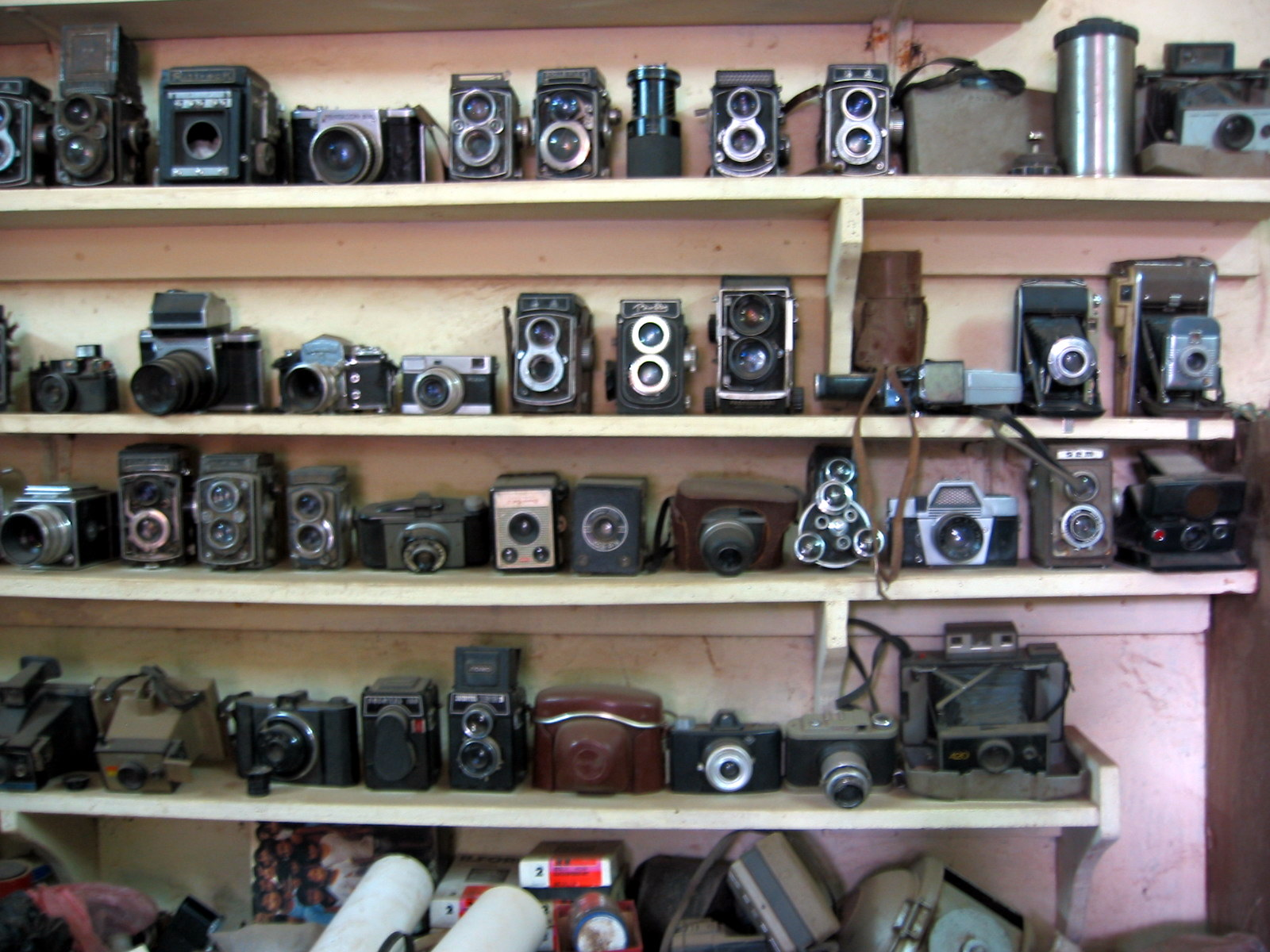
Einblick in Sidibés Arbeitsstudio in Bamako (2004)

Malick Sidibé (* 1935 oder 1936 in Soloba, Französisch-Sudan; † 14. April 2016 in Bamako) war ein malischer Fotografiekünstler. Er gilt als einer der bedeutendsten zeitgenössischen Fotografen Afrikas.

## Leben
Vom Dorfältesten von Soloba, das im Kreis Yanfolila bei Sikasso im Süden des Landes liegt, wurde Malick Sidibé als Achtjähriger ausgewählt, die Schule zu besuchen. Sein künstlerisches Talent kam dort schon zum Vorschein. Mit Unterstützung der Französischen Kolonialverwaltung wurde er später zum Studium nach Bamako an die École des Artisans Soudanais (heute Institut National des Arts) geschickt. Dort studierte er Schmuck und Design. Um 1954 fotografierte er sein erstes Porträt unter Anleitung des malischen Fotografen Baru Koné, der ihn in Bildkomposition unterrichtete. 1955 wurde er Assistent des französischen Fotografen Gérard Guillat-Guignard, für den er Handreichungen ausführte und Kamera-Equipment verkaufte. Die Fotografie lernte Sidibé durch die aufmerksame Beobachtung seines Arbeitgebers.
1962 eröffnete Malick Sidibé in Bamako sein eigenes Studio. Die Republik Mali, zuvor Kolonie Französisch-Sudan, war zu diesem Zeitpunkt seit zwei Jahren unabhängig. So wurden Sidibés Porträts von Malierinnen und Maliern, die sich selbst zwischen der Hinwendung zu westlicher Mode und dem Tragen traditioneller Frisuren, Schmuck und Kleidung präsentierten, auch zur Dokumentation eines neuen Lebensgefühls in der Gesellschaft Malis. Seinen Fokus richtete er auf Schwarz-Weiß-Fotografie und zeigte damit das Leben der Jugend im Aufbruch, das Nachtleben mit Durchfeiern in den Tanzlubs von Bamako und die Arbeiterschicht des neuen Staates Mali.
Sidibé selbst sah sich allerdings weder als Chronist des sich wandelnden Mali noch als Künstler. Er sei selbstständiger Fotograf und müsse von seiner Arbeit leben. Ähnlich wie sein malischer Kollege Seydou Keïta erklärte er: „Ich habe meine Kunden so fotografiert, dass sie mit ihrem Bild zufrieden waren.“
Auf Initiative der französischen Fotografin Françoise Huguier fanden Sidibés Bilder erstmals in den Neunzigerjahren über Mali hinaus Beachtung. Seit 1994 wird sein Werk international auf zahlreichen Ausstellungen gezeigt.

## Ausstellungen (Auswahl)
- 1994: Premières Rencontres de la Photographie Africaine Bamako, Mali[11]
- 2010: Malick Sidibé. Soirées à Bamako, Museum für Photographie Braunschweig
- 2010: Malick Sidibé, Espace Verney-Carron, Lyon
- 2011: Malick Sidibé, Jack Shainman Gallery, New York City[12]
- 2011: Malick Sidibé: The Eye of Bamako, M+B Almont, Los Angeles[13]
- 2012: Africa, There and Back, Museum Folkwang, Essen
- 2012: Studio Malick, DePaul Art Museum, Chicago[14]
- 2012: Malick Sidibé, TRINTA arte contemporánea, Santiago de Compostela
- 2016: Malick Sidibé | Seydou Keïta, MC2Gallery Contemporary Art, Mailand
- 2015/2016: In and Out of the Studio: Photographic Portraits from West Africa, Metropolitan Museum of Art, New York[15]
- 2015/2016: Dare You To Look: Radical Realizations in Portraiture, Malin Gallery, New York City[16]
- 2016/2017: Malick Sidibé, Somerset House, London
- 2016/2017: Regarding Africa: Contemporary Art and Afro-Futurism, Tel Aviv Museum of Art

- 2017/2018: Malick Sidibé. Mali Twist, Fondation Cartier, Paris.[17]
- 2019/2020: Under Malick Sidibé’s Eye And a Song against AIDS, Museum Barbier-Mueller, Genf
- 2019/2020: UNSEEN: 35 Years of Collecting Photographs, J. Paul Getty Museum im Getty Center, Los Angeles
- 2021/2022: Breaking the Frame: New Directions in Photo History, Royal Ontario Museum, Toronto
- 2023: An Alternative History of Photography: Works from the Solander Collection, The Photographers’ Gallery, London

## Preise und Auszeichnungen
- 2003: Hasselblad Foundation Award in Fotografie
- 2007: Goldener Löwe bei der 52. Biennale in Venedig für sein Lebenswerk
- 2008: Infinity Award des International Center of Photography in New York City für sein Lebenswerk
- 2009: PHotoEspaña-Preis von Baume & Mercier
- 2010: World Press Photo, 1. Preis in der Kategorie Arts and Entertainment[18]